# Murray Gershenz
Murray Gershenz (Nova York, 12 de maio de 1922  -  Los Angeles, 28 de agosto de 2013) foi um ator e empreendedor norte-americano. Gershenz foi empreendedor, durante quase toda vida quando em 2001, aos 79 anos decidiu que seria ator, participou de alguns episódios da série Will & Grace. Além de ter aparecido em muitos seriados, e em varios filmes.